# Eva Bonnier
Eva Fredrika Bonnier (Estocolm, 17 de novembre de 1857-Copenhaguen, 13 de gener de 1909) fou una pintora i filantropa sueca.

## Biografia
Nascuda a Estocolm, era filla d'Albert Bonnier i Betty Rubenson, d'una destacada família d'editors. Eva Bonnier va estudiar pintura amb August Malmström i es va convertir en estudiant a la secció de dones de la Reial Acadèmia Sueca de les Arts d'Estocolm el 1878.
Al costat d'una altra estudiant i amiga seva, Hanna Hirsch, va viatjar a París el 1883, i es va instal·lar a Montparnasse fins a l'any 1889. El seu quadre Música (1889) va ser guardonat amb un esment d'honor al Saló de París. Després del seu retorn a Suècia l'any 1889, instal·lada en un estudi al barri de Hamngatan, es va mantenir activa com a pintora fins a aproximadament l'any 1900. La majoria de les seves obres consistien en retrats, com el de Lisen Bonnier, la seva cunyada; el de l'industrial convalescent Hjalmar Lundbohm, el polític Moritz Rubenson, l'educador Carl Jonas Meijerberg o el poeta i becari Oscar Levertin. Està representada amb diverses de les seves obres al Nationalmuseum, a Estocolm.
Després de l'any 1900 Bonnier va cessar el seu treball com a artista i es va dedicar a la filantropia, que va fer possible gràcies a la riquesa que havia heretat. Va establir una fundació per a l'embelliment d'Estocolm que en els seus primers anys va finançar pintures i escultures per a institucions i llocs públics, com la Biblioteca Nacional de Suècia o la Universitat d'Estocolm, a més de diverses escoles de la ciutat. La fundació continua activa.
Eva Bonnier sofria depressions freqüents i finalment acabaria suïcidant-se l'any 1909.

## Obres destacades

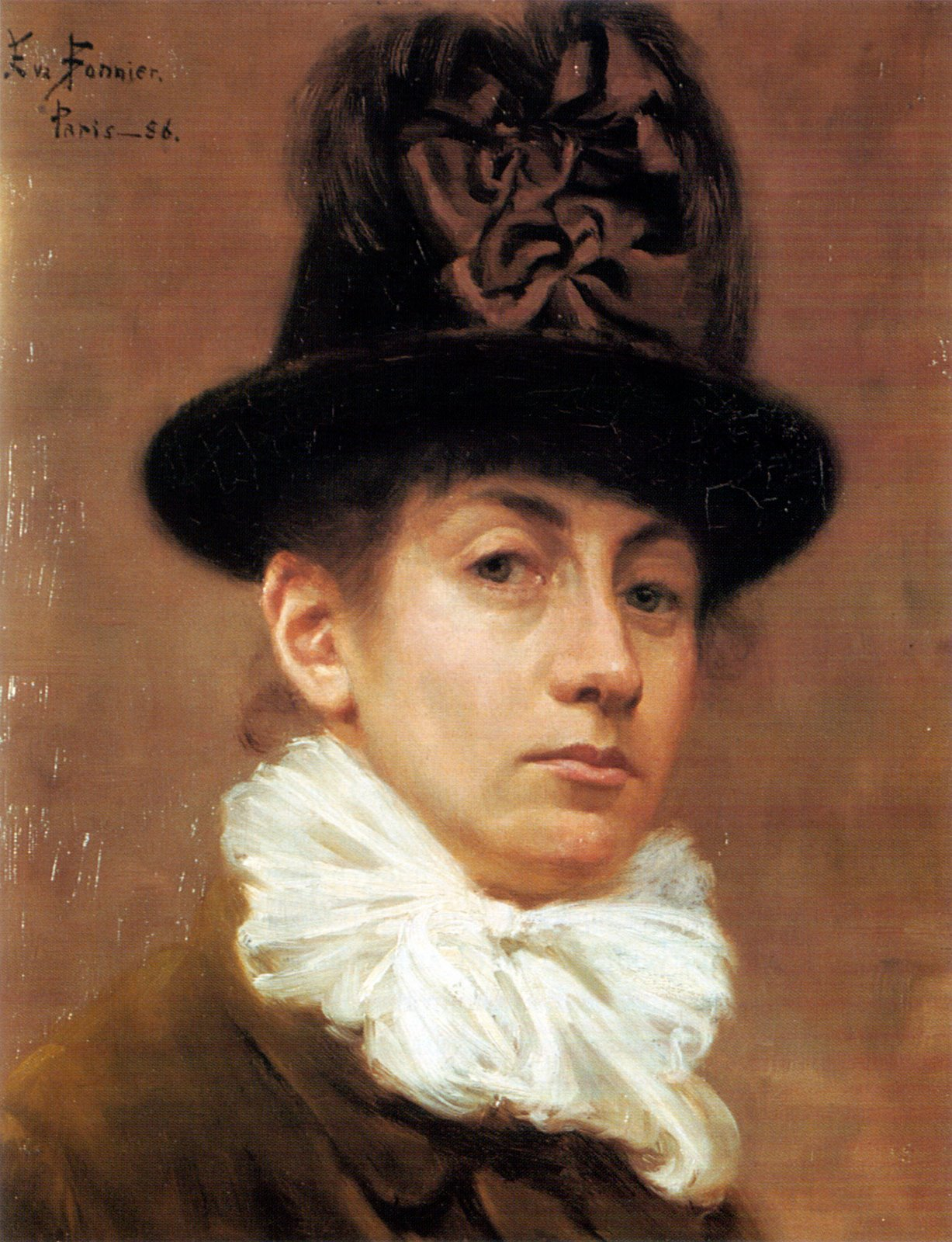
Autoretrat, 1886 (Bonnierska porträttsamling, Estocolm)
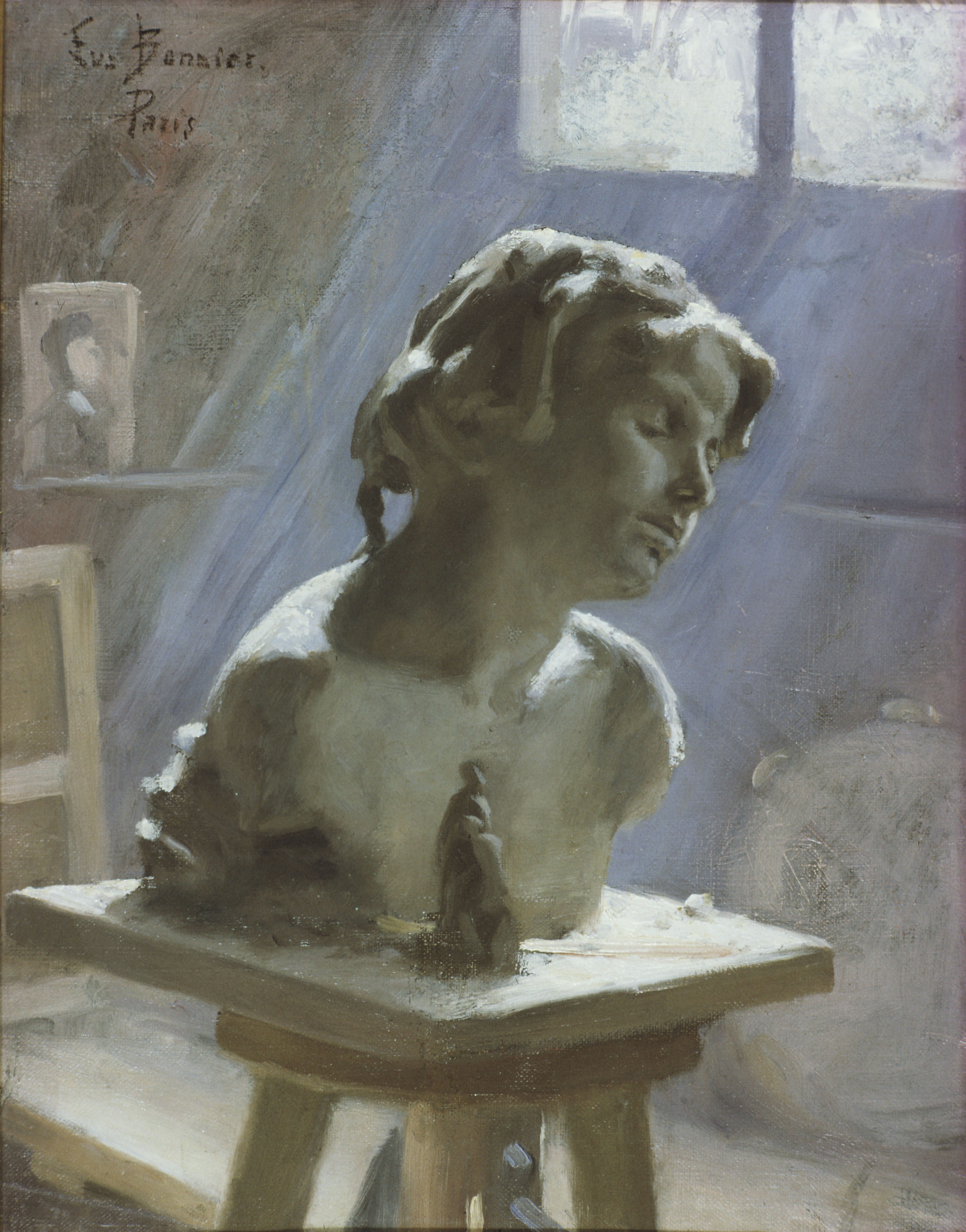
Interior d'un estudi a París, 1886 (Nationalmuseum, Estocolm)
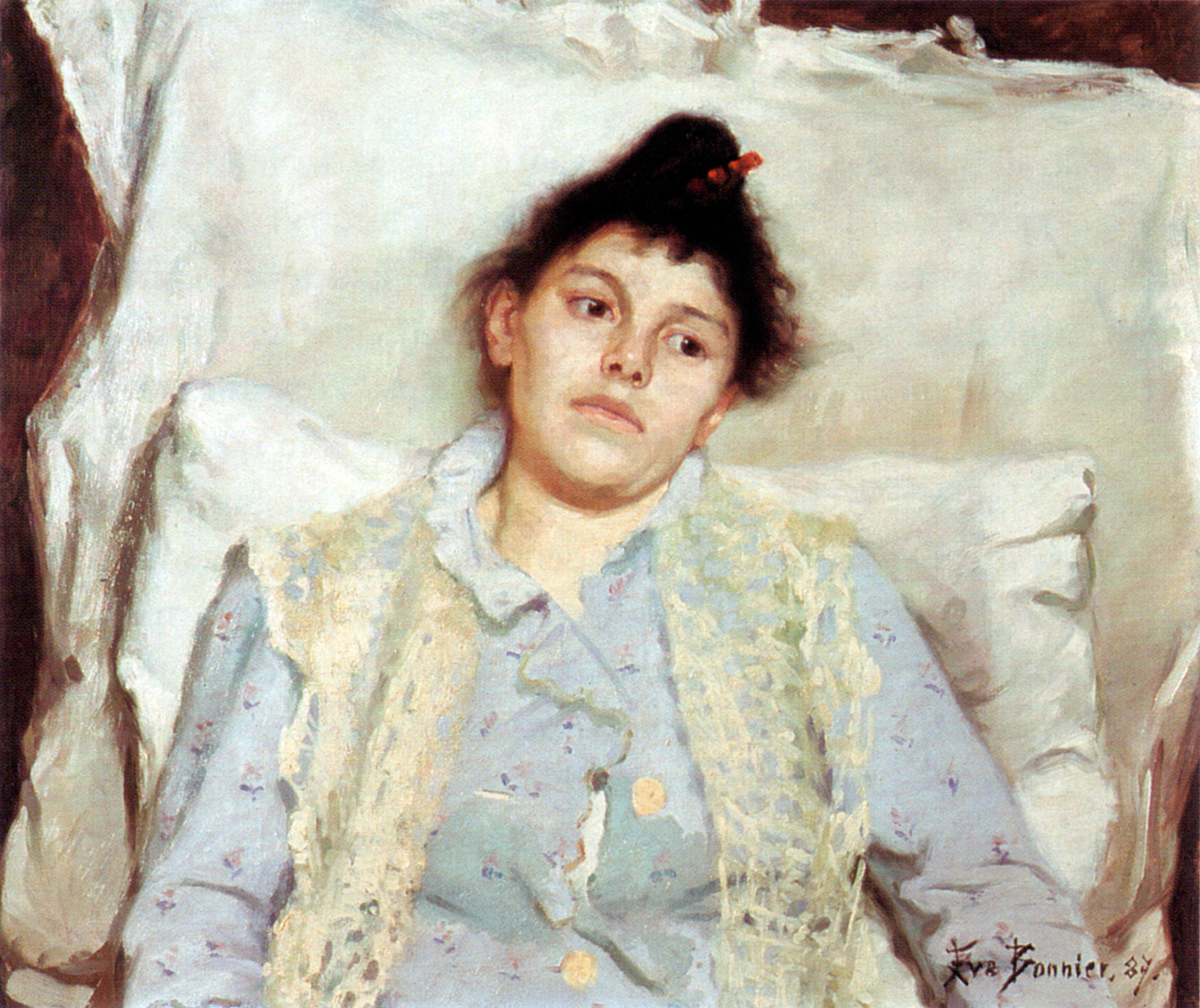
Magdalena, 1887 (privat)
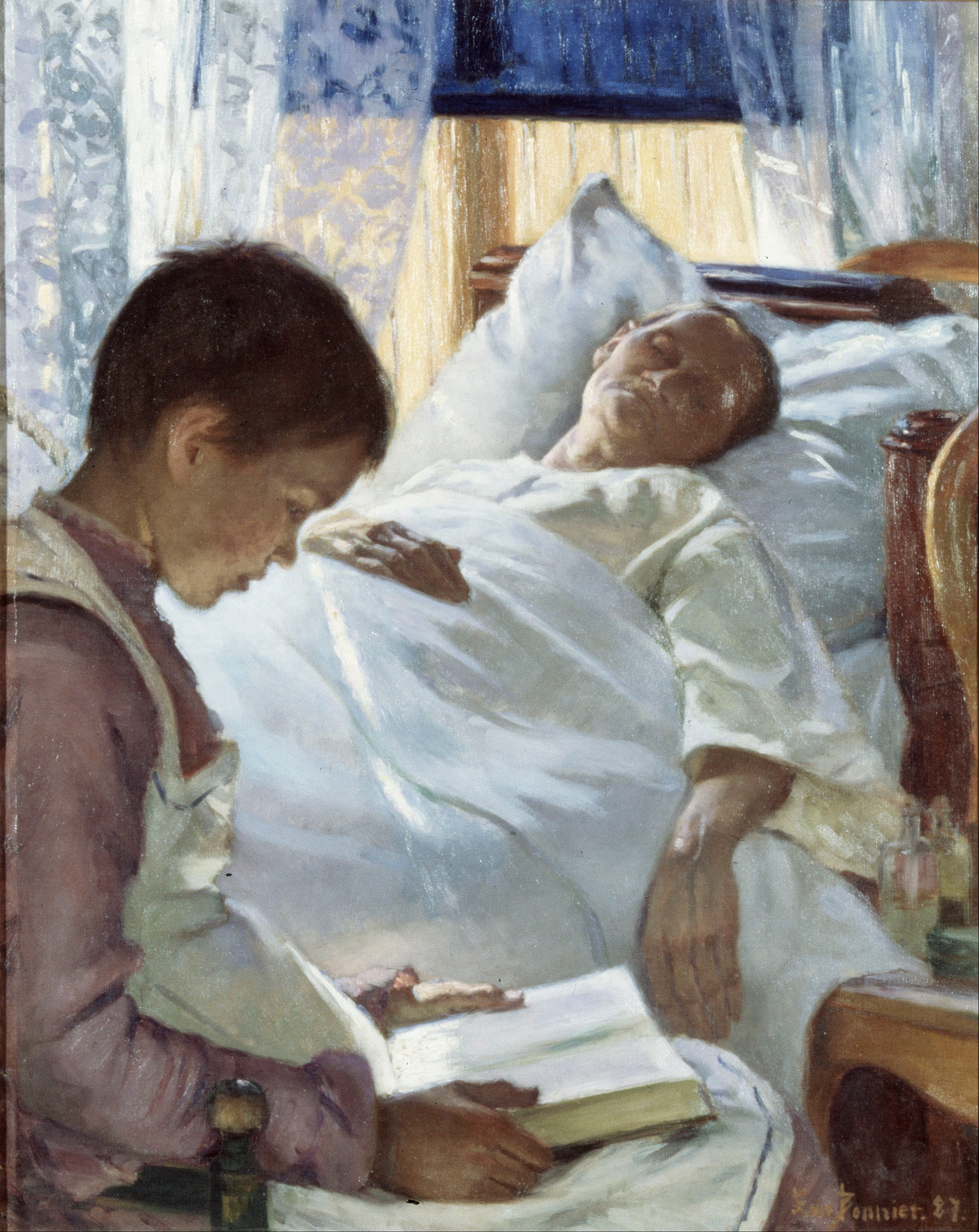
Reflexió en blau, 1887 (Nationalmuseum)
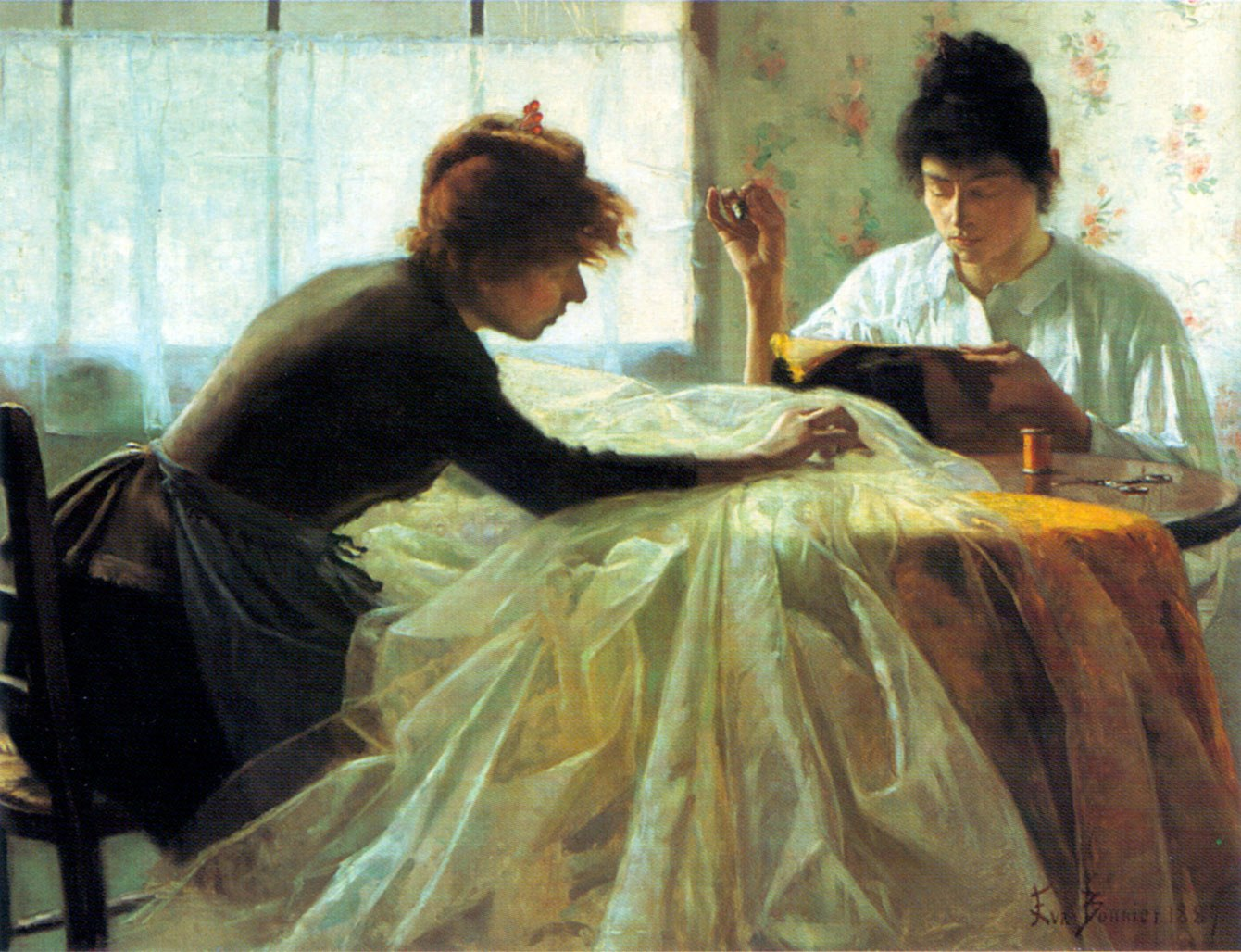
Modistes, 1887 (Vila Bonnier)
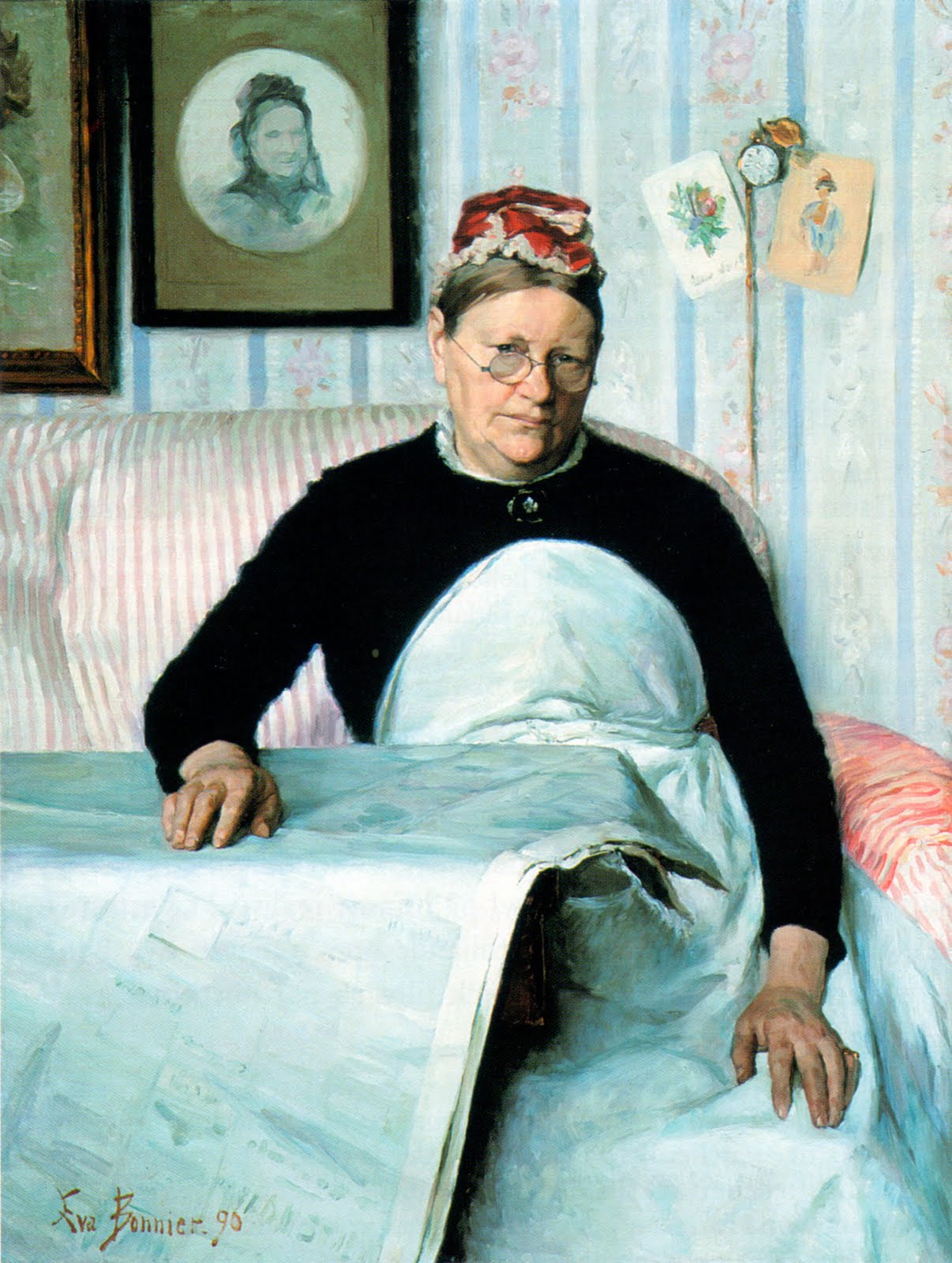
La majordoma, 1890 (Nationalmuseum, Estocolm)
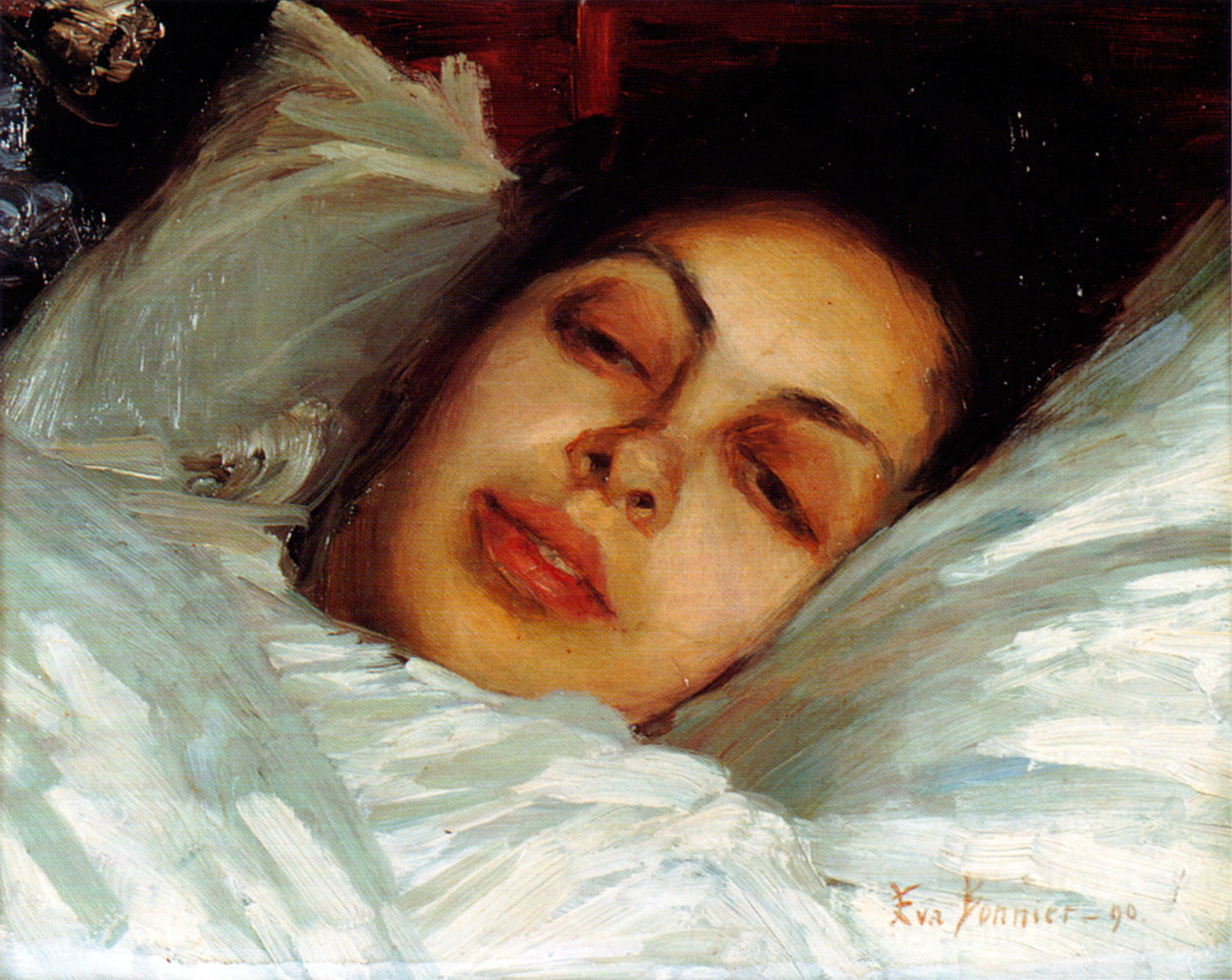
Convalescent, 1890 (Lisen Bonnier)
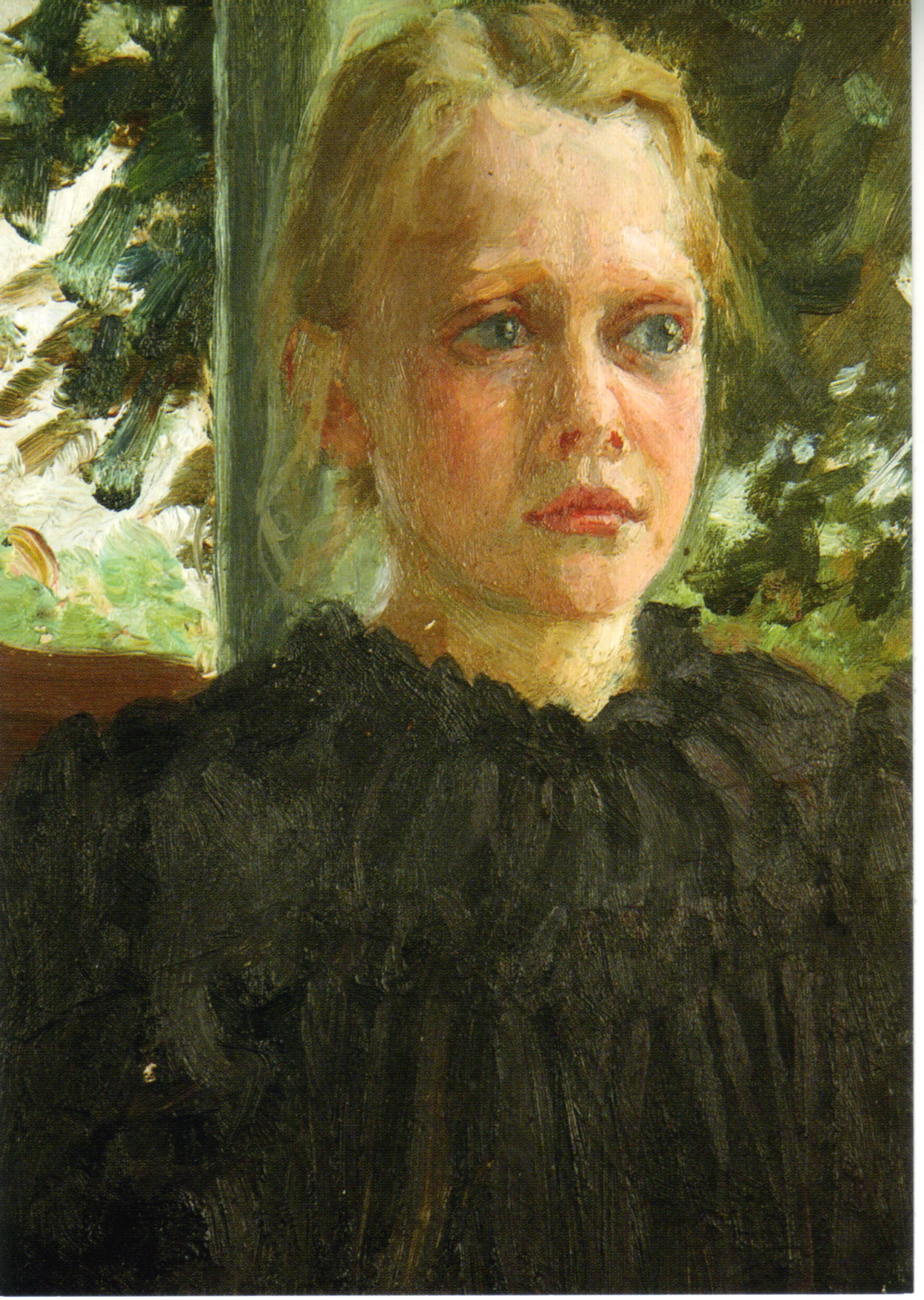
Julia Hasselberg, al voltant del 1906 (Museu Blekinge)